# Содеман, Арнольд
Арнольд Карл Содеман (англ. Arnold Sodeman; 12 декабря 1899 — 1 июня 1935 Пентридж, Кобург) — австралийский серийный убийца, совершивший с 1930 по 1935 год серию из четырёх убийств, и казнённый за эти преступления в тюрьме Её Величества Пентридж. Содеман был вторым из одиннадцати человек, повешенных в тюрьме Пентридж после закрытия Мельбурнской тюрьмы в 1924 году.

## Биография
Арнольд Карл Содеман родился в Виктории в 1899 году. Его мать страдала приступами амнезии, а отец и дед закончили свои жизни в психиатрических лечебницах. В 18 лет Содеман был отправлен в исправительную тюрьму за воровство. Вскоре после освобождения из исправительного учреждения ему было предъявлено обвинение в вооруженном ограблении и ранении начальника станции на железнодорожной станции Суррей-Хиллз. Содемана отправили в тюрьму на три года каторжных работ. Содеман сбежал из тюрьмы, однако был пойман и приговорен дополнительно ещё к 12 месяцам лишения свободы с каторжными работами.
После освобождения Содеман работал в Мельбурне, а затем в Гиппсленде. Он женился на Бернис Поуп в Коллингвуде, и в 1928 году у них родилась дочь Джоан.
Люди, знавшие Содемана, описывали его как спокойного, уравновешенного человека с добрым нравом, который, однако, был подвержен депрессии. Также Арнольд считался примерным семьянином и был ласков к своей семье.

## Убийства и арест
9 ноября 1930 года Содеман похитил 12-летнюю школьницу Мину Гриффитс, игравшую на детской площадке. Отправив друзей девочки за мороженым, Содеман увёл Гриффитс. Тело школьницы обнаружили два дня спустя в одном из заброшенных зданий городка Ормонд. Она была задушена на смерть. Рот девочки был закрыт кляпом, а её руки связаны собственной одеждой.
10 января 1931 года Содеман похитил 16-летнюю Хейзел Уилсон, после чего задушил. Как и в первом случае, тело девочки было найдено в пригороде Ормонд в том же виде, что и тело Гриффитс.
1 января 1935 года Содеман увёл 12-летнюю Этель Белшоу, которая отправилась в город за мороженым, Арнольд задушил девочку в приморском городке Инверлох.
1 декабря 1935 года Содеман убил свою четвертую жертву — шестилетнюю Джун Рашмер, бывшую дочерью его сослуживца, забрав девочку из парка. Тело Джун было найдено на следующий день менее чем в 2 километрах (1,2 мили) от дома в Леонгаты. Её также связали, заткнули кляпом рот и задушили. Свидетели заявили, что они видели ребёнка с мужчиной на велосипеде незадолго до исчезновения.
Зимой 1935 года Содеман занимался ремонтом дорог. Однажды один из коллег в шутку заявил, будто видел того на велосипеде недалеко от места последнего преступления. Услышав это, Содеман пришёл в ярость, что было для него нехарактерно. Посчитав поведение Арнольда подозрительным, рабочие сообщили о нём в полицию. Во время допроса Содеман сознался в четырёх убийствах, сообщив следователям факты, о которых мог знать лишь причастный к преступлениям человек.

## Следствие и суд
В ходе полицейского расследования следователям удалось доказать причастность Содемана по всем инцидентам. При расследовании дела об убийстве Джун Рашмер, полиция приняла показания 12-летней Ненси Виолы Смит, бывшей с жертвой в день убийства. Смит сообщила, что была с Рашмер в заповеднике Леонгата, который девочка покинула вечером в 19:15. Другой свидетель, Уильям Мани, также сообщил о том, что видел Содемана в то же время направляющимся в сторону заповедника на велосипеде. Винсент Райан заявил, что видел девочку, похожую на Рашмер, в сопровождении мужчины на велосипеде.

Старший детектив О’Киф сказал, что детектив Дельминико был с Содеманом, когда он заявил:
«Я увидел Джун Рашмер на тропинке, идущей к своему дому возле теннисного корта, и она сказала: „Подвези нас“. Я знал её, и она знала меня. Я согласился, поехал по складскому маршруту и свернул на дорогу, ведущую к санитарному депо. Примерно в 90 метрах (100 ярдах) от угла она сказала: „Это достаточно далеко“. Я слез с велосипеда и сказал: „Ты можешь идти домой пешком“. Я побежал к ней, а она убежала в кусты. Я побежал за ней и схватил её за шею, и она начала кричать. Я держал её за шею, и она вдруг обмякла. Затем я снял с неё шаровары и засунул их ей в рот. Я достал пояс из её платья и завязал ей рот и шею сзади».
В феврале 1936 года, по окончании двухдневного судебного разбирательства присяжные признали Арнольда Карла Содемана виновным. Несмотря на то, что несколько докторов настаивали на наличии у подсудимого невменяемости, ссылаясь в качестве дополнительных аргументов, как на факт нетрезвого состояния Содемана при совершении убийств, во время которого он впадал в состояние изменённого сознания, так и на историю психических проблем среди членов его семьи, что, по мнению врачей, могло увеличить риск развития у Арнольда психического расстройства. Суд присяжных отклонил версию врачей о его безумии.

## Обращения
Выдержка из газеты «The Argus» за пятницу, 24 апреля 1936 года, гласила:
«Английский королевский адвокат теперь привлечен для рассмотрения дела перед Судебным комитетом Тайного совета Арнольда Содемана, приговоренного к смертной казни за убийство Джун Рашмер в Леонгате. Поверенный Содемана (г-н Ч. Х. Оти) сообщил вчера, что он договорился телеграфным сообщением с г-ном Д. Н. Приттом, KC, ведущим королевским советником и членом Палаты общин, чтобы он выступил от имени Содемана в предлагаемом заявлении. от него за специальное разрешение на обжалование отказа Высокого суда Австралии предоставить ему специальное разрешение на обжалование вынесенного им обвинительного приговора. Г-н Оти сказал, что его агенты в Лондоне проинструктируют г-на Притта и другого адвоката, который будет выступать в качестве младшего г-на Притта, относительно деталей заявления. Тем временем г-н Оти направил премьер-министру г-ну Данстану письменный запрос о том, чтобы правительство предоставило Содеману ещё одну отсрочку до тех пор, пока не будет определено заявление осужденного в Тайный совет. Г-н Оти вчера сказал, что теперь он подготовка ходатайства о предоставлении специального разрешения на обжалование и других необходимых документов. Он ожидал, что эти документы будут готовы к отправке в Англию на следующей неделе». Одним из документов, который вскоре должен быть отправлен в Лондон, является аффидевит в поддержку заявления. Это должно быть подписано Содеманом, чья нынешняя отсрочка истекает 4 мая, на этот день назначена казнь. Ожидается, что Исполнительный совет предоставит отсрочку, о которой сейчас просит г-н Оти. Ожидается, что отчет будет получен от Юридического департамента Короны на следующей неделе, и если Кабинет решит, что запрос должен быть удовлетворен, Исполнительный совет немедленно предпримет необходимые действия. Апелляция Содемана на его осуждение не увенчалась успехом. Основания для апелляции заключались в следующем: (1) что ученый судья ошибочно принял доказательства, а именно доказательства смерти Мены Гриффитс, Хейзел Уилсон и Этель Белшоу; (2) что ученый судья неправильно указал присяжным (а) в отношении бремени доказывания в случае невменяемости, (б) в отношении требований закона в отношении невменяемости и (в) в отношении закона, касающегося пьянство, безумие и непредумышленное убийство; и (3) что обвинение и ученый судья прокомментировали отказ обвиняемого от дачи показаний".

## Казнь
Содеман был повешен и похоронен 1 июня 1936 году, в тюрьме Её Величества Пентридж, город Кобург. Вскрытие показало, что он страдал лептоменингитом — дегенеративным заболеванием, которое могло вызвать серьёзные застойные явления в головном мозге, усугубляемые алкоголем.

## СМИ
В 1965 году по этому делу был снят 39-й эпизод австралийского телесериала «Убийство» «Одинокое место». Эпизод впервые вышел в эфир в ноябре 1965 года, и его представил актёр Джон Феган, предупредивший о важности защиты детей. В отличие от многих эпизодов, этот эпизод закончился без озвучивания, в котором говорилось, каковы были юридические результаты дела (например, был ли преступник приговорен к смертной казни, но позже помилован).
В семьдесят пятую годовщину убийства Этель Белшоу газета Леонгата «Великая Южная звезда» опубликовала интервью с Морин Льюис (урожденная Кейгери) которая была соседкой Содермана в 1935 году. Льюис был с семьей Содеман в тот же день, когда он убил Белшоу. Льюис путешествовал с Содеманами из Леонгаты, чтобы весело провести день на солнце. Она дружила с дочерью Содеманов, Джоан, девушкой того же возраста. «В день убийства Этель он хотел угостить меня мороженым. В тот день это могла быть я», — сказала она. "Я отправился с ними в Инверлох в тот день с Содеманами… Он хотел угостить меня мороженым, а миссис Содеман не разрешила ему взять меня, если он ещё не взял с собой Джоан, свою дочь. (что Содеман отказался сделать).